# 왕수 (건축가)

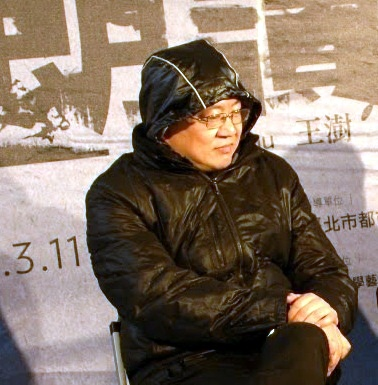
왕수

왕수(중국어: 王澍, 1963년 11월 4일 신장 위구르 자치구 우루무치 시에서 태어난 그는 저장성의 항저우를 기반으로 하는 중국의 건축가로, 현재 항저우 미술 학원 교수, 중국 미술 학원 건축 예술 학원 원장직을 맡고 있다. 2012년, 중국에서 1번째로 세계에서 가장 권위 있는 건축상인 프리츠커상을 수상하였다. 또한 그는 건축물을 지을 때 해당 지역에서 수집한 페자재를 재활용해 지역상과 역사성을 드러내는 방식으로 유명한 건축가이다.
아마추어 목수이자 음악가였던 아버지의 영향으로 그는 어린 시절 미술 정규교육을 받지 않으며그림을 그리기 시작하였다. 문화대혁명 시기에 반지주의(反主知主義)적 광풍이 휘몰아쳤음에도 불구하고 그의 어머지는 그가 도서관에 갈 수 있도록 해주었고, 그는 그곳에서 다양한 독서경험을 쌓을 수 있었다. 난징공과대학교(현 둥난대학교)에서 건축을 공부하였으며, 1985년 학부를 졸업한 후 1988년 석사학위를 받았다.

## 활동
그는 우루무치와 베이징에서 성장기를 보내고, 난징에서 대학을 졸업한 후 항저우로 이주하였다. 항저우는 중국에서 빼어난 자연경관과 고대 전통예술로 잘 알려진 지역으로, 그는 그곳에서 저장성예술아카데미(현 중국예술아카데미)에 재직하였고, 1990년  항저우 근처의 도시 하이닝(Haining)의 청소년 센터를 건립하는 자신의 첫 건축 프로젝트를 완성하였다. 이후 1990년부터 1998년까지 상하이의 퉁지대학교(Tongji University) 건축학과에서 박사과정을 밟아 2000년 박사학위를 취득하였다. 경력 초기에 그는 작품 활동에만 치중하지 않고 항저우 지역의 고건축에 대해 연구를 진행하였고, 목수 및 기능공들과 함께 시공 업무를 배웠을 뿐만 아니라, 문학과 고고학, 철학 등 다양한 분야에서 지식을 쌓았다.
1997년 아내 건축가 루웬위(Lu Wenyu)와 함께 건축사무소 '아마추어 건축 스튜디오'를 설립하였다.  그들은 당시 중국에서 진행되던 전문적이지만 영혼 없는 건축이 오래된 도시의 주변 환경을 전부 망가뜨리고 없애버린다고 생각하여 건축사무소의 이름을 아마추어(Amateur)로 만들었으며, 이처럼 도시의 전통과 지역성을 중요하게 여긴 건축 철학은 왕슈의 작품에 그대로 반영되었다. 2000년 중국예술아카데미 건축학과에 교수로 임용되었고, 이후 원장이 되었다.

## 작품
쑤저우 대학 원정(文正)학원 도서관(Library of wenzheng college, 2000년),닝보 역사박물관(Ningbo History Museum,2008),중국미술대학교(中国美术学院)샹산캠퍼스(2007),화마오 미술관, 중산로 옛거리(2009), 남송어가 박물관, 전강시대 아파트, 상해엑스포 닝보 텅터우 파빌리온, 산허자이, 화차오 빌딩 등

## 작품 스타일
그는 저장성의 항저우를 기반으로 하고 닝보, 상해, 쑤저우, 난징 등을 중심으로 하여, 지역 고유의 역사와 문화를 잘 반영한 다양한 작품 활동을 선보여왔다. 전통적 재료인 회색 전돌과 대나무 등을 자재로 많이 활용하였고, 철거지의 전통 가옥에서 나온 폐기된 옛 기와와 벽돌 약 300만개를 재활용하고, 연결고리와 빗장은 시골 대장장이가 만들어준 것을 사용했다. 그를 프리츠커상으로 이끈 대표적인 건축물은 바로 닝보역사박물관(宁波博物馆 )이다. 닝보역사박물관은 왕수가 커다란 산을 만든다고 생각하며 멀리 있는 산이 더 뚜렷이 보이도록 그린 중국 옛 산수화 속 관념의 산을 염두에 두고 산을 잘라놓은 듯한 외관을 구현하였다. 왕수의 건축의 특징은 현대 건축디자인의 모습을 띠고 있으면서 본질적으로는 중국전통에 뿌리를 내렸다. 이런 시공을 초월한 아름다움 아름다움에 심사위원들은 왕슈의 건축세계에 후한 점수를 줄 수밖에 없었던 것이고 무명의 건축가는 일약 세계적인 스타로 떠올랐다.   닝보역사박물관(宁波博物馆)에서 사용된 모양과 색이 모두 다른 이 벽돌들은 실은 모두 명, 청대 시대의 벽돌들이다. 왕슈는 인근지역에서 새로운 도시의 개발에 밀려 폐허가 된 오래된 마을을 주목했고 이 무너져버린 마을의 벽돌들을 수거해 박물관의 벽을 쌓았다. 도시화 과정에 밀려 600년의 시간이 무너져버린 건축자재들은 왕슈에 의해 다시 현대 박물관의 일부로서 새로운 생명을 얻었다.

## 수상
2004년 중국건축예술상의 첫 수상자로 선정,닝보의 독특한 주택 프로젝트 '오산방(Five Scattered House)'로 2005년 홀심(Holcim) 지속가능한 건축상 아시아태평양 지역 부문 수상. 2012년 2월 27일 중국 본토출신으로 첫 프리츠커상 역대 최연소 수상자로 프리츠커상을 수상하였다.